# Río Alhama (Cacín)
Der Río Alhama (auch bekannt als Río Merchán) ist ein Fluss in der Provinz Granada in Andalusien.

## Verlauf
Der Río Alhama entspringt 12,26 km südsüdöstlich von Alhama de Granada. Nach gut 5 km trifft der Fluss auf eine Straße und fließt entlang der GR-141. Nach 7,5 km mündet von rechts der Barranco de los Chozones und fließt weiter neben einer anderen Straße. Nach weiteren 2 km mündet der Barranco de la Cuesta del Rayo von rechts ein. Nach 10 km mündet der Barranco de Agüllaguerra von links. Nach 13,66 km fließt der Fluss in den Presa del Río Alhama. Nach 16 km fließt der Río Alhama in einer Schlucht im Halbkreis um Alhama de Granada und weiter nahe der A-402. Der Fluss fließt weiter nach Santa Cruz del Comercio. Nach 36,33 km mündet der Río Alhama kurz vor Moraleda de Zafayona in den Cacín.